# Gerinc

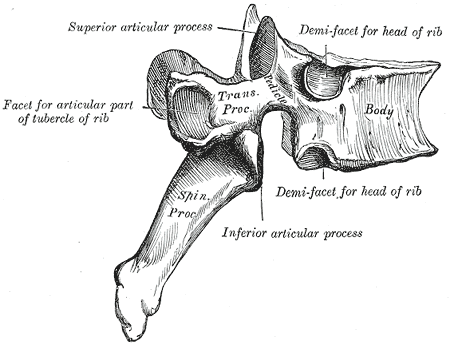
Egy hátcsigolya felépítése.

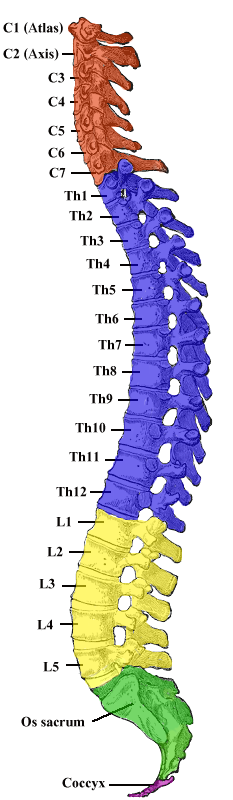
A gerinc szakaszai és görbületei.

A törzs vázát a gerinc- vagy csigolyaoszlop (columna vertebralis) (görög: rachis) alkotja. (A gerincoszlop elnevezés általánosan használt, de helyessége erősen vitatható.) Az emberben ehhez 12 pár borda (costae) ízesül, amelyeket elöl a szegycsont (sternum) kapcsol össze. Ezek közül csak a felső hét pár borda valódi borda, mert ezek egyenként ízesülnek a szegycsonthoz. Az ez alatti három pár borda úgynevezett álborda, amely porcosan összekapcsolódik, és együtt nő a szegycsonthoz, míg az utolsó két pár borda egyáltalán nem ér a szegycsonthoz; ezek az úgynevezett lengőbordák.
A gerinc magába foglalja és védi a gerincvelőt, mely a koponyaalaptól a medencéig ér.
A gerincen elhelyezkedésük szerint szakaszokat különböztetünk meg. A nyaki gerinc a gerinc nyaki szakasza (vertebra cervicalis). Két lajhárfaj (Choloepus és Bradypus) és a manátuszfélék (Trichechus) kivételével az emlősöknek hét nyakcsigolyájuk van. Más gerincesekben ezek száma a kétéltűek egyetlen csigolyájától a hattyúk 25, vagy a már kihalt Elasmosaurus 76 csigolyájáig változik. A hátgerinc a nyak alsó részétől a medence tetejéig ér. A hátgerinc bordákhoz kapcsolódó része a mellkasi gerinc (vertebra thoracalis). a fennmaradó része az ágyéki gerinc (vertebra lumbalis). A keresztcsonti csigolyák (vertebra sacralis) a medence régióban helyezkednek el, a kétéltűekben egy, a legtöbb madárban és modern hüllőben kettő, míg az emlősökben akár 3-5 is lehet belőlük. Több keresztcsonti csigolya egy struktúrában történő egyesülése esetén keresztcsontról beszélünk. A madarakban található keresztcsont (latinul: synsacrum) a keresztcsonti, az ágyéki, továbbá részben a mellkasi és farokgerincből, illetve a medenceövből áll. Az állatok farkát a farokcsigolyák (vertebra coccygea) alkotják, madarakban az utolsó néhány csigolya csontos képződménnyé nőhet össze, vagy – pl. emberekben, továbbá csimpánzokban – farokcsonttá.

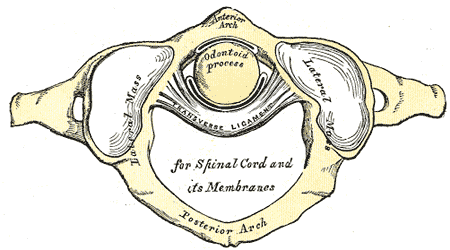
Az atlantoaxialis ízületalkotó csontrészek felülről.

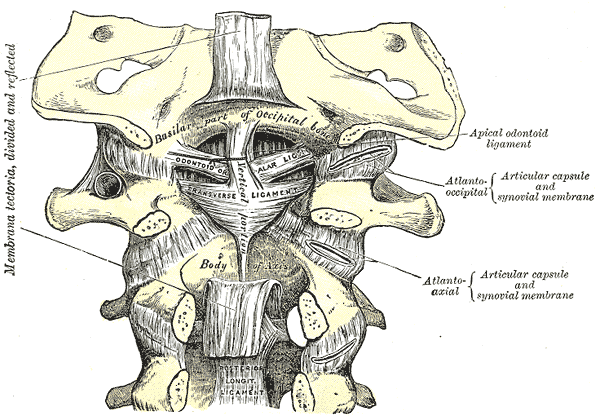
Az atlantoaxialis ízület.

## A csigolyák
A gerinc csigolyákból áll. A csigolyák felépítése: a has felé eső részük tömör csigolyatest, a hát felé eső részükön találjuk a gerincvelőt védő csigolyaívet, amelyből egy tövisnyúlvány és a két haránt nyúlvány nyúlik egyenesen ill. ferdén hátra. A csigolyatest hátsó felszíne és a csigolyaív határolja a csigolyalyukat (foramen vertebrale), amelyeknek összessége képezi a gerinccsatornát (canalis vertebralis). Összesen 33-35 csigolyánk van: 7 nyaki, 12 háti, 5 ágyéki, 5 keresztcsonti és 3-5 farokcsigolya. A nyakcsigolyák csigolyateste kicsi, és haránt nyúlványaik tövében egy-egy kis lyukat láthatunk. Két fejbe futó artéria halad itt (arteria vertebralis). A hátcsigolyákat onnan ismerhetjük fel, hogy csigolyatestükön és haránt nyúlványaikon van a bordák ízesülési helye. Az ágyékcsigolyák csigolyatestei feltűnően nagyok, a csigolyák maguk is vaskosak.
Míg a csigolyatestek közötti ízületes, szalagos és porcos összeköttetések a gerinc nyaki, háti és ágyéki szakaszán többféle mozgást tesz lehetővé, a keresztcsonti és a farkcsontcsigolyák összecsontosodtak (synostosis), azok között elmozdulás nem lehetséges. A keresztcsont és a farkcsont között kis mértékű elmozdulás fiatal korban még van, de idővel ezek összecsontosodása is bekövetkezik.

## A gerincet alkotó csigolyák összeköttetései

### Ízületek
A gerincet alkotó csigolyákat az egymás fölötti csigolyák ízületi nyúlványai közötti ízületek és azok szalagrendszere köti össze. Ezekben az ízületekben az ízületi végek elmozdulásai viszonylag kicsik, de összeadódva a gerincszakaszoknak jelentős - bár változó mértékű - mozgékonyságot biztosítanak. Ezek a mozgások az előre-hátra, valamint oldalirányú hajlítás, a forgás, és embernél a gerinc görbületeiből adódó rugózó mozgás. Az első és második nyakcsigolya között sajátos forgó ízület van (articulatio atlantoaxialis), melynek függőleges forgástengelye a második nyakcsigolya (axis) fognyúlványán húzódik keresztül.

### Szalagok
Az ízületektől független szalagok rendszere (syndesmosisok) is összefűzi a csigolyákat. A csigolyatestek elülső felszínén az elülső hosszanti szalag (ligamentum longitudinale anterius), a csigolyatest hátsó felszínein (a canalis vertebralis elülső kerületén) a hátsó hosszanti szalag (ligamentum longitudinale posterius) húzódik, csigolyák tövisnyúlványait a tövisnyúlványok közötti szalagok (ligamenta interspinalia) a tövisnyúlványok csúcsait pedig a tövisnyúlványok fölötti szalag (ligamentum supraspinale) fűzi össze. A csigolyaíveket a rugalmas sárga szalagok (ligamenta flava) kötik össze.

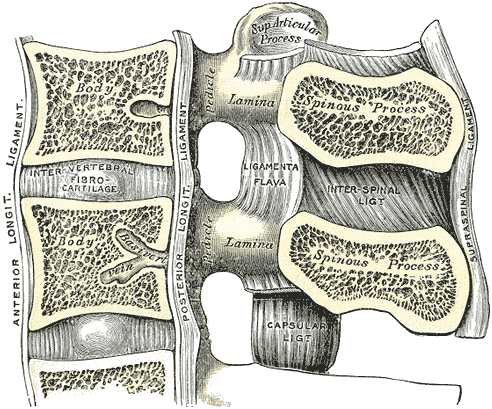
A gerinc sagittalis metszete.

### Porckorongok

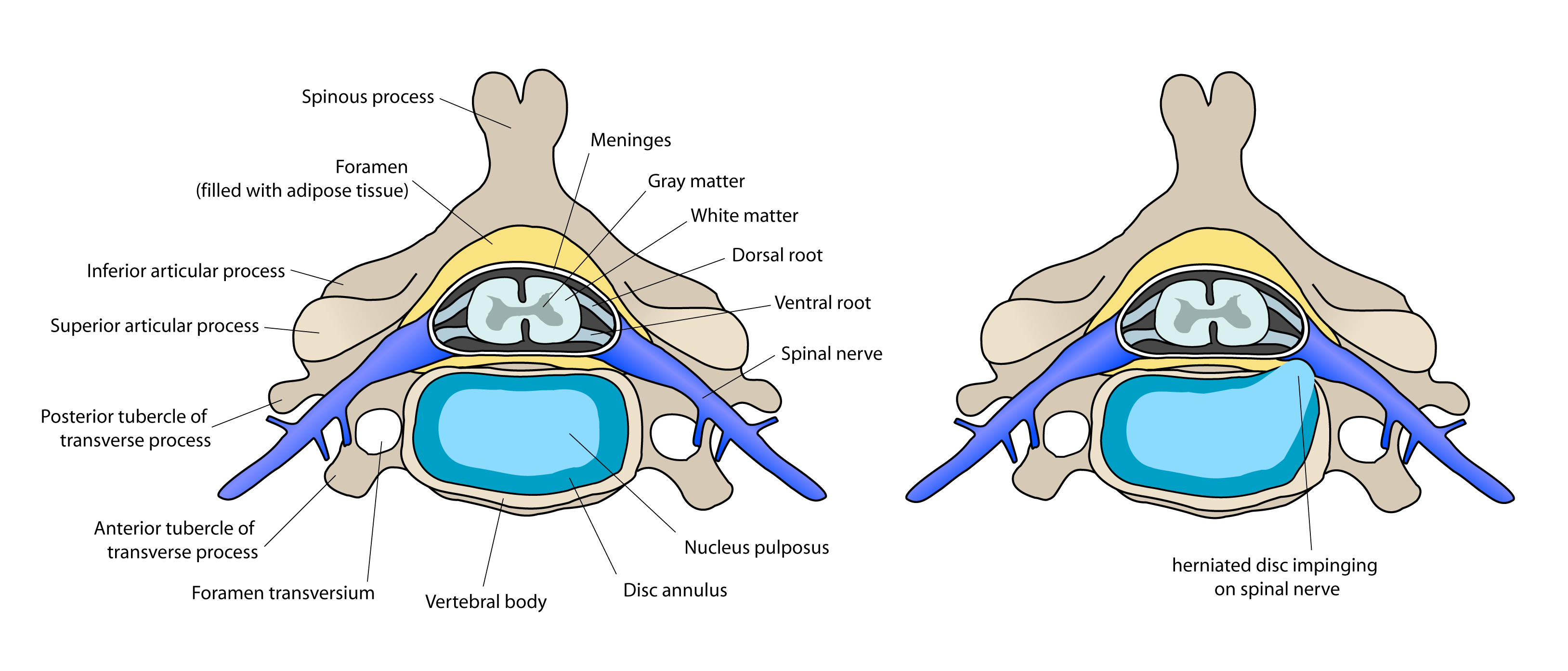
Normál (balra) és porckorongsérves állapot (jobbra) a nyaki gerincen

A csigolyatestek porcos kapcsolata (synchondrosis) a közöttük lévő rostos porckorongok (discus intervertebralis) révén jön létre, melyeket üvegporc rögzít a csigolyatestekhez. A teljes gerinc hosszának mintegy egynegyedét kitevő porckorongok nem szabályos korongok, mivel a gerinc görbületének megfelelően elölről vagy hátulról enyhén elvékonyodnak, szélük a csigolyatestek alakjához igazodik. Felülről lefelé egyre vastagabbak. Szerkezetük nem homogén: kívül tömörebb, rostos (anulus fibrosus) gyűrű helyezkedik el, belül lágyabb, kocsonyás (nucleus pulposus) állagú szövet tölti ki. Utóbbiak kitüremkedése a porckorongsérv (gerincsérv; discus hernia)

## A gerinc görbületei
Az emberi gerincen jellegzetes (sagittalis) görbületek vannak. Ezek a két lábon járás, az állás és ülés hatására fejlődnek ki. A nyaki szakasz előre konvex (lordosis), a háti hátra konvex (kyphosis), az ágyéki/lumbalis ismét előre domború (lordosis), végül a keresztcsonti/sacralis megint hátra domborodik (kyphosis). Ezek a görbületek a gerincet egy függőlegesen jól rugózó képződménnyé teszik, ami az ember álló helyzetben történő járása, sportolása stb. közben biztosítja az agyat tartalmazó koponya rugalmas alátámasztását. A gerinc oldalirányú (frontalis) görbületeit scoliosisnak nevezzük, amelyből legtöbbször jobbra hajló figyelhető meg, és nem feltétlenül jelent patológiás állapotot.